# Legión Idel-Ural
La Legión de Tártaros del Volga (en alemán: Wolgatatarische Legion) o Legión Idel-Ural (yanalif: Idel-Ural Legionü) hace referencia a una serie de unidades dentro de la Wehrmacht en la Segunda Guerra Mundial. Fue reclutada entre los tártaros del Volga musulmanes en la Unión Soviética, pero también incluyó a otros pueblos de Idel-Ural como baskires, chuvasios, maris, tártaros, udmurtos y mordvinos.
La legión se estableció en 1942 y estaba compuesta por alrededor de 12.500 hombres, repartidos en siete batallones con los números 825.º a 831.º. El 23 de febrero de 1943, cerca de Vitebsk, todo el batallón 825.º (unos 900 soldados) se pasó al bando de los partisanos.
Uno de los miembros más notables de la legión fue el poeta tártaro Musa Cälil, que más tarde fue ejecutado por la Gestapo por sabotaje.